# Apanteles tiro
Apanteles tiro är en stekelart som först beskrevs av Henry J. Reinhard 1880.  Apanteles tiro ingår i släktet Apanteles och familjen bracksteklar. Inga underarter finns listade i Catalogue of Life.